# Darold Williamson
Darold Williamson (ur. 19 lutego 1983 w San Antonio, w stanie Teksas) – amerykański lekkoatleta, mistrz olimpijski w sztafecie 4 × 400 m z igrzysk olimpijskich w Atenach. Jest złotym medalistą mistrzostw świata w Helsinkach w sztafecie 4 × 400 metrów i mistrzostw świata w Osace, w 2007 roku.

## Osiągnięcia
- dwa złote medale mistrzostw świata juniorów (Kingston 2002, bieg na 400 m & sztafeta 4 × 400 m)
- złoto igrzysk olimpijskich (sztafeta 4 × 400 m, Ateny 2004)
- złoty medal mistrzostw świata (sztafeta 4 × 400 m, Helsinki 2005), podczas tej imprezy Williamson zajął także 7. lokatę na 400 metrów
- 1. miejsce na pucharze świata (sztafeta 4 × 400 m, Ateny 2006)
- złoty medal mistrzostw świata (sztafeta 4 × 400 m, Osaka 2007

## Rekordy życiowe
- bieg na 300 m – 32,42 (2006)
- bieg na 400 m – 44,27 (2005)
- bieg na 400 m (hala) – 45,89 (2004)

W lutym 2006 Williamson biegł na trzeciej zmianie amerykańskiej sztafety 4 × 400 metrów, która z wynikiem 3:01,96 ustanowiła najlepszy wynik w historii tej konkurencji w hali.